# Gorgó
Gorgó (en llatí Gorgon, en grec antic Γόργων) fou un historiador grec autor de l'obra Περί τῶν ᾿εν Ρόδῳ θυσιῶν (Sobre els sacrificis a Rodes), i d'uns escolis sobre Píndar. És esmentat per Ateneu de Naucratis (Deipnosophistae 15. p. 696-697). Fabricius l'inclou a la Bibliotheca Graeca i Vossius al seu llibre De Historicis Græcis.